# David Baron
Ne doit pas être confondu avec le producteur britannique David Barron.
Pour les articles homonymes, voir Baron.
David Baron, né à Bois-Colombes le 15 février 1973, est un combattant spécialiste en judo qui a pris part au circuit MMA.
Il mesure 1,68 m et pèse 75 kg.
Il s’entraînait en 2008 à la Team Haute Tension auprès de Jean-Marie Merchet. Il a combattu au Cage Warrior, au Shooto, au Pride et à l'UFC.
Il a notamment combattu face à Takanori Gomi (défaite), champion lightweit de la défunte organisation du Pride, et face à Hayato Sakurai (victoire). Il a toujours gagné ses combats contre Dan Hardy.
Depuis 2011, il enseigne le MMA avec Loïc Pora au Kajyn Paris. Il est notamment le coach de Tom Duquesnoy. En 2012, il réalise avec Bruno Amiet et Matthieu Delalandre un livre technique aux éditions Amphora, sur "Les Fondamentaux du Mixed Martial Arts".
Il a fini sa carrière avec un record de 16-3-0

## Palmarès
- Nul Gor Harutunian (décision arbitrale) 100% Fight: VIP 19 juin 2010 (5:00)
- Perdu Jim Miller  Submission (Rear Naked Choke) UFC 89 - Bisping vs. Leben  10/18/2008 3 3:19
- Gagné Hayato Sakurai  Submission (Guillotine Choke) Shooto - Shooto Tradition 1  5/3/2008 1 4:50
- Gagné Niek Tromp  Submission (Guillotine Choke) Shooto Belgium - Encounter the Braves  12/15/2007 1 0:44
- Gagné Abdul Mohamed  TKO (Doctor Stoppage) UF 7 - 2 Tuf 2 Tap  10/20/2007 1 3:22
- Gagné Johnny Frachey  KO XG 3 - Xtreme Gladiators 3  6/9/2007 1 4:58
- Gagné Jason Ball  Submission (Armbar) UTU - Ultimate Tear Up  2/24/2007 1 N/A
- Perdu Takanori Gomi  Submission (Rear Naked Choke) PRIDE - Bushido 12  8/26/2006 1 7:10
- Gagné Joey Van Wanrooij  Submission (Strikes) 2H2H - Road to Japan  6/18/2006 1 1:35
- Gagné Dan Hardy  Decision 2H2H - Road to Japan  6/18/2006 2 3:00
- Perdu Per Eklund  Decision (Unanimous) EVT 6 - Ragnarok  5/6/2006 3 5:00
- Gagné Erik Oganov  TKO (Punches) M-1 MFC - Russia vs Europe  4/8/2006 2 3:12
- Gagné Dan Hardy  Submission (Triangle Choke) CWFC - Strike Force  5/21/2005 2 3:10
- Gagné Sauli Heilimo  Submission (Reverse Triangle Choke) Shooto Sweden - Second Impact  3/12/2005 2 2:33
- Gagné Stale Nyang  Decision EVT 4 - Gladiators  9/26/2004 3 5:00
- Gagné Roemer Trumpert  Submission (Triangle Choke) Shooto Holland - Fight Night  10/18/2003 1 3:01
- Gagné Jean Frederic Dutriat  Submission (Ankle Lock) WAFF 2 - World Absolute Fight 2  3/22/2003 2
- Gagné Igor Martino  TKO Shooto Holland - The Lords of the Ring  5/12/2002 1 0:35
- Gagné Dirk van Opstal  Submission (Armbar) Shooto Holland - Night of the Warriors  11/4/2001 1 2:19
- Gagné Carl Cincinnatus  Submission (Guillotine Choke) UFK - Ultra Fight Kempokan  11/13/1999